# Chromis atripectoralis
Chromis atripectoralis Welander & Schultz, 1951 è un pesce di mare appartenente alla  famiglia Pomacentridae.

## Distribuzione e habitat
Proviene dalle barriere coralline dell'oceano Indiano e dell'oceano Pacifico, in particolare da isole Ryukyu, Australia, gran parte dell'Oceania, Seychelles, Chagos e Thailandia. Nuota in zone ricche di coralli, in particolare attorno a Acropora, fino a 29 m di profondità.
Il suo areale non comprende Pitcairn, Hawaii e isole Marchesi.

## Descrizione
Presenta un corpo compresso lateralmente, di forma quasi ovale. La colorazione è verde con sfumature azzurre. A causa della colorazione è facilmente confondibile con la più piccola Chromis viridis. La pinna dorsale e la pinna anale sono basse, la pinna caudale è verde. Alla base delle pinne pettorali è presente una piccola macchia nera.
La lunghezza massima registrata è di 12 cm.

## Biologia

### Comportamento
Come molti suoi congeneri, è una specie gregaria che nuota in banchi talvolta composti da molti esemplari.

### Alimentazione
Ha una dieta molto varia, prevalentemente carnivora, che è composta sia da larve e uova di altri pesci che soprattutto da invertebrati marini come ascidie e crostacei copepodi (Harpacticoida, Calanoida, Cyclopoida). Si nutre anche di uova di varie specie di invertebrati e di alghe.

### Riproduzione
È oviparo e la fecondazione è esterna. Le uova vengono deposte sul fondo e sorvegliate dal maschio fino alla loro schiusa.

### Predatori

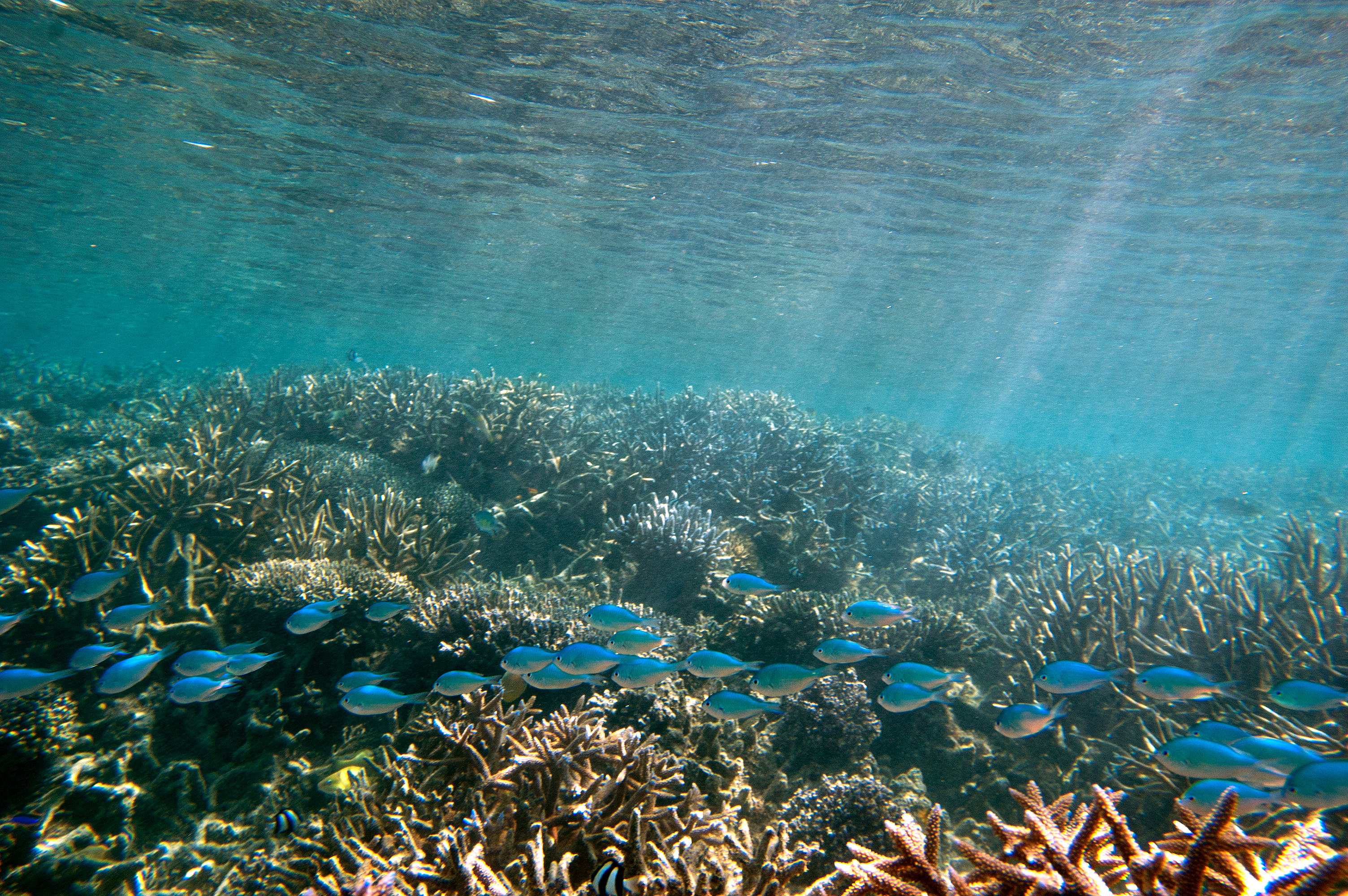
Banco di C. atripectoralis

È spesso preda di Plectropomus leopardus.

## Acquariofilia
Viene talvolta catturata per essere allevata negli acquari, ma non è comune come C. viridis.